# 1957 na política

## Eventos
- 22 de janeiro - Israel se retira da Península de Sinai.
- 20 de fevereiro - O Rei Saud da Arábia Saudita visita os EUA, cujos governantes lhe prometem ajuda militar.
- 25 de março – O Tratado de Roma estabelece a Comunidade Económica Europeia.
- 26 de Agosto – A Malásia ganha independência do Reino Unido.

## Nascimentos
| Data           | Nome                | Profissão                                                                                | Nacionalidade  | Observações | Ref |
| -------------- | ------------------- | ---------------------------------------------------------------------------------------- | -------------- | ----------- | --- |
| 12 de janeiro  | António Vitorino    | político                                                                                 | Portugal       |             |     |
| 10 de março    | Osama bin Laden     | terrorista saudita                                                                       | Arábia Saudita | m. 2011     |     |
| 23 de março    | Lucio Gutiérrez     | presidente do Equador de 2003 a 2005                                                     | Equador        |             |     |
| 21 de maio     | Ana Maria Rangel    | cientista política                                                                       | Brasil         |             |     |
| 28 de junho    | Georgi Parvanov     | presidente da Bulgária desde 2002                                                        | Bulgária       |             |     |
| 27 de agosto   | Ivo Josipović       | político, professor universitário, músico, compositor e presidente da Croácia desde 2010 | Iugoslávia     |             |     |
| 5 de setembro  | Luís Marques Mendes | político e advogado                                                                      | Portugal       |             |     |
| 6 de setembro  | José Sócrates       | político                                                                                 | Portugal       |             |     |
| 24 de dezembro | Hamid Karzai        | presidente do Afeganistão desde 2004                                                     | Afeganistão    |             |     |

## Mortes
| Data           | Nome                            | Profissão                                                 | Nacionalidade     | Observações | Ref   |
| -------------- | ------------------------------- | --------------------------------------------------------- | ----------------- | ----------- | ----- |
| 4 de janeiro   | Theodor Körner                  | político austríaco e presidente da Áustria de 1951 a 1957 | Império Austríaco | n. 1873     | [ 1 ] |
| 31 de março    | Afonso Cerqueira                | Contra-Almirante da Marinha Portuguesa                    | Portugal          | n. 1872     |       |
| 2 de maio      | Joseph McCarthy                 | político dos EUA, senador do Wisconsin                    | Estados Unidos    | n. 1908     |       |
| 30 de junho    | José Rodrigues Leite e Oiticica | anarquista, professor e filólogo                          | Brasil            | n. 1882     |       |
| 4 de agosto    | Washington Luiz                 | 13° presidente do Brasil                                  | Brasil            | n. 1869     |       |
| 21 de setembro | Haakon VII da Noruega           | rei da Noruega de 1905 a 1957                             | Dinamarca         | n. 1872     |       |